# José Iglesias Fernández
|  | Aquest article tracta sobre el sociòleg i economista. Si cerqueu el futbolista i entrenador de futbol, vegeu «Joseíto». |

José Iglesias Fernández (Ourense, 1931) és un sociòleg i economista marxista molt vinculat als moviments socials barcelonins i membre històric del Seminari d'Economia Crítica Taifa. També, és membre de la Mesa Cívica per la Renda bàsica, de l'associació barcelonina EcoConcern i pertany al col·lectiu Baladre. S'ha dedicat sobretot a l'estudi i divulgació de la renda bàsica, un tema amb el qual compta amb desenes de publicacions.

## Biografia
Va estudiar economia i ciències socials a la Universitat d'Oxford i a la London School of Economics.
Està casat amb l'economista basca Miren Etxezarreta, amb qui té un fill.

## Publicacions (selecció)
- El derecho ciudadano a la Renta Básica. Libros de la catarata, Madrid 1998
- La pesadilla del "american dream": pobres entre los más ricos. Viaje al corazón de la bestia. Conjuntament amb Sara Nieto i Manolo Sáez. Editorial Virus, Barcelona 1999
- Ante la falta de derechos, Renta básica ¡¡YA!! Editorial Virus. Barcelona 2000
- La Renda Bàsica a Catalunya. Fundació Jaume Bofill. Editorial Mediterrània, Col·lecció Polítiques, nùm. 31. Setembre del 2002
- Manifiesto en defensa del derecho a la abstención. El Viejo Topo. Núm. 193, maig de 2004.
- La cultura de las rentas básicas: historia de un concepto. Virus editorial. Barcelona, juliol de 2004.
- El Fòrum fa tuf. Illacrua. Número 121, juliol-agost de 2004.
- Todo sobre la Renta Básica. Introducción a los principios, conceptos, teorías y argumentos. Virus Editorial. Barcelona, novembre del 2001
- Todo sobre la Renta Básica: debates, luchas y realidades. Volumen II. Virus editorial. Octubre de 2004.
- Historia de la Renta Básica de las iguales. Volumen 1. Gener del 2012
- Historia de la Renta Básica de las iguales. Volumen 2. Desembre del 2013